# Gegen alles, gegen nichts
Gegen alles, gegen nichts ist das fünfte Studioalbum von Frei.Wild, der Deutschrock-Band aus Brixen in der italienischen Provinz Bozen-Südtirol. Es erschien am 30. März 2008 über das Magdeburger Independent-Label Asphalt Records in einer ersten Auflage von 2000 CDs und 250 LPs. Am 9. Oktober 2009 wurde das Album über Frei.Wilds neues Label Rookies & Kings wiederveröffentlicht. Außerdem erschien am 30. August 2013 ein Premium-Boxset des Albums.

## Musikstil und Inhalt
Das Album besteht fast ausschließlich aus rockigen, schnellgespielten Liedern (z. B. Halt deine Schnauze, Böse und gemein), lediglich der Song Mal Heimweh, mal Fernweh ist ein etwas ruhigeres Stück. Thematisch halten sich viele Tracks an das Motto, dass man sich nicht aufgeben, sondern immer weiter seinen Weg gehen soll (z. B. Junge mach weiter, Sieger stehen da auf, wo Verlierer liegen bleiben, Irgendwer steht dir zur Seite). Dagegen ist Immer höher hinaus sehr gesellschaftskritisch und prangert den Größenwahn des Menschen an, der die Umwelt, ohne an die Folgen zu denken, zerstört. Im Lied Mal Heimweh, mal Fernweh klingt wiederum wie bereits auf den vorherigen Alben abermals die patriotische bis nationalistische Haltung der Band gegenüber Südtirol an.

## Covergestaltung
Das Albumcover ist ein schwarz-weißes Negativ-Bild. Es zeigt zwei Jugendliche, die gegen eine Mauer treten. Im oberen Teil steht der Bandname Frei.Wild und am unteren Rand der Titel gegen alles, gegen nichts.
Das Cover des Premium-Boxsets von 2013 zeigt ein weißes Emblem mit neongrünem Skorpion auf schwarzem Hintergrund. Auf weißen Schleifen des Wappens stehen die schwarzen Schriftzüge Gegen alles und Gegen nichts. Das Frei.Wild-Logo befindet sich am unteren Bildrand in Weiß.

## Titelliste
| #  | Titel                                             | Länge |
| -- | ------------------------------------------------- | ----- |
| 1  | Intro                                             | 1:38  |
| 2  | Sie hat dir nen Arschtritt gegeben                | 3:52  |
| 3  | Immer höher hinaus                                | 3:48  |
| 4  | Vom Regen in die Traufe                           | 3:50  |
| 5  | Junge mach weiter                                 | 4:33  |
| 6  | Halt deine Schnauze                               | 4:24  |
| 7  | Sieger stehen da auf, wo Verlierer liegen bleiben | 3:11  |
| 8  | Mein Leben, meine Geschichte, meine Lehre         | 3:13  |
| 9  | Irgendwer steht dir zur Seite                     | 3:37  |
| 10 | Böse und gemein                                   | 3:37  |
| 11 | Ich denk an euch zurück                           | 3:30  |
| 12 | Mal Heimweh, mal Fernweh                          | 4:01  |
| 13 | Ohne dich kann ich nicht sein                     | 3:43  |
| 14 | Der Tod, er holt uns alle                         | 3:08  |

## Chartplatzierungen
Nach Wiederveröffentlichung im Jahr 2013 stieg Gegen alles, gegen nichts auf Platz 4 in die deutschen Albumcharts ein und hielt sich vier Wochen in den Top 100.

## Kritiken
| Professionelle Bewertungen | Professionelle Bewertungen |
| -------------------------- | -------------------------- |
| Kritiken                   |                            |
| Quelle                     | Bewertung                  |
| punkrocknews.de            | [ 5 ]                      |

Die Resonanzen zum Album waren überwiegend positiv.
- Die Seite AgF-Radio.de bescheinigt Gegen alles, gegen nichts ein durchgehend hohes Niveau und eine Verbesserung zum Vorgänger:

„Frei.Wild haben tatsächlich das Unmögliche möglich gemacht und nochmal fett eins obendrauf gepackt und das obwohl die Messlatte bereits sehr weit oben lag. Die Songs sind vom textlichen Inhalt, über den Sound, bis hin zu einer brillanten Aufnahme absolut hochwertig. […] Für mich und für sicherlich viele Deutschrockfans ist dieses Album eines wenn nicht sogar DAS hochwertigste Album der letzten Zeit. Textlich, rhythmisch und qualitativ auf einem sehr hohen Niveau.“

- Die Seite punkrocknews.de gab dem Album vier von möglichen fünf Punkten und bescheinigte den Südtirolern ebenfalls eine musikalische Steigerung:

„Stilistisch ist man sich treu geblieben, wobei dank noch ausgefeilterer Arrangements und einem erhöhten Spektrum im stimmlischen Bereich ein noch höherer Qualitätsstandard erfüllt und noch mehr Abwechslung geboten wird. Die Texte sind nach wie vor direkt und nur selten mit zwar intelligenten, aber auch verwischenden Metaphern bestückt – kurz und einfach: es wird nicht um den heissen Brei geredet. […] Für mich ist ‚Gegen Alles – Gegen Nichts!‘ das bisher beste Album des Jahres. […] Mein persönlicher Geschmacksnerv wird absolut getroffen, Frei.Wild haben sich noch einmal selbst übertroffen und entwickeln sich immer weiter, ohne einen Stilbruch zu begehen.“